# فتح أباد (صوغان)
فتح أباد (بالفارسية: فتح‌آباد) هي قرية تقع في إيران في قسم صوغان الريفي. يقدر عدد سكانها بـ 346 نسمة .